# Futebol Clube de Alverca
Il Futebol Clube de Alverca, o semplicemente Alverca, è una società calcistica portoghese con sede nella città di Alverca do Ribatejo. Milita nella Primeira Liga, la massima divisione del campionato portoghese.
Dopo diversi anni nelle categorie inferiori portoghesi, nel 1998 viene promosso in Superliga, la massima divisione portoghese, nella quale disputa cinque stagioni. Nel 2004 retrocede in Liga de Honra, da cui viene escluso nel 2005 per motivi finanziari.
Riprende l'attività agonistica a livello amatoriale nel 2006-2007.

## Palmarès

### Competizioni nazionali
- Liga 3: 1

2023-2024

### Altri piazzamenti
- Segunda Liga:

Secondo posto: 2002-2003, 2024-2025
Terzo posto: 1997-1998

## Rosa 2025-2026
Rosa aggiornata al 15 agosto 2025.
| N. |                                | Ruolo | Calciatore      |
| -- | ------------------------------ | ----- | --------------- |
| 1  | Brasile (bandiera)             | P     | Cristian        |
| 3  | Brasile (bandiera)             | D     | Alysson         |
| 4  | Brasile (bandiera)             | D     | Iago Mendonça   |
| 5  | Capo Verde (bandiera)          | D     | Fernando Varela |
| 6  | Venezuela (bandiera)           | D     | Sema Velázquez  |
| 7  | Brasile (bandiera)             | C     | Brenner         |
| 8  | Brasile (bandiera)             | C     | Caio Rosa       |
| 9  | Australia (bandiera)           | A     | Anthony Carter  |
| 10 | Portogallo (bandiera)          | C     | Andrezinho      |
| 12 | Brasile (bandiera)             | C     | Reinaldo        |
| 13 | Brasile (bandiera)             | D     | Paulo Eduardo   |
| 16 | Portogallo (bandiera)          | C     | Miguel Pires    |
| 17 | São Tomé e Príncipe (bandiera) | C     | Harramiz        |
| 18 | Angola (bandiera)              | C     | Wilson Eduardo  |
| 20 | RD del Congo (bandiera)        | C     | André Bukia     |

| N. |                          | Ruolo | Calciatore              |
| -- | ------------------------ | ----- | ----------------------- |
| 22 | Portogallo (bandiera)    | D     | David Bruno             |
| 23 | Portogallo (bandiera)    | P     | Pedro Silva             |
| 25 | Portogallo (bandiera)    | C     | Ricardo Dias (capitano) |
| 34 | Brasile (bandiera)       | D     | Talisca                 |
| 35 | Brasile (bandiera)       | D     | Pedro Bicalho           |
| 36 | Brasile (bandiera)       | D     | Thauan Lara             |
| 40 | Brasile (bandiera)       | C     | Ageu                    |
| 74 | Sudafrica (bandiera)     | D     | Shinga                  |
| 76 | Portogallo (bandiera)    | D     | Diogo Ramos             |
| 88 | Portogallo (bandiera)    | C     | Diogo Martins           |
| 89 | Brasile (bandiera)       | A     | João Marcos             |
| 95 | Guinea-Bissau (bandiera) | C     | Janickson               |
| 98 | Brasile (bandiera)       | P     | João Bravim             |
|    | Portogallo (bandiera)    | A     | Chiquinho               |